# Proscissio milleri
Proscissio milleri är en tvåvingeart som beskrevs av Malloch 1938. Proscissio milleri ingår i släktet Proscissio och familjen parasitflugor. Inga underarter finns listade i Catalogue of Life.